# Abeid Karume
Abeid Amani Karume (Mwera, Zanzíbar, 4 de agosto de 1905-Ciudad de Zanzíbar, Tanzania, 7 de abril de 1972) fue el primer presidente de Zanzíbar. Obtuvo este título a raíz de una violenta revolución que llevó al derrocamiento del sultán de Zanzíbar, Jamshid bin Abdullah, en enero de 1964. Tres meses después, la República de Tanzania fue fundada y Karume se convirtió en el primer vicepresidente de Tanzania, con Julius Nyerere de Tanganica como nuevo presidente del país. Fue el padre del expresidente de Zanzíbar, Amani Abeid Karume.

## Carrera inicial
Probablemente nació en el pueblo de Mwera en 1905. Karume tuvo poca educación formal y trabajó como marinero antes de ingresar a la política. Dejó Zanzíbar en los primeros años de su vida, viajando, entre otros lugares, a Londres, donde obtuvo una comprensión de la geopolítica y los asuntos internacionales a través de exposición a pensadores africanos como Kamuzu Banda de Malaui. Karume desarrolló un aparato de control a través de la expansión del Partido Afro-Shirazi y sus relaciones con el Partido Unión Nacional Africana de Tanganica (en inglés: Tanganyika African National Union, TANU).

## Revolución en Zanzíbar
El 10 de diciembre de 1963, el Reino Unido concedió la independencia total a Zanzíbar después de que el Partido Nacional de Zanzíbar (ZNP) y el Partido Popular de Zanzíbar y Pamba ganaran las elecciones. El sultán fue un monarca constitucional. Las elecciones iniciales dieron control de gobierno al ZNP. Karume estaba dispuesto a trabajar dentro del marco electoral del nuevo gobierno, y de hecho informó un agente de policía británica de la trama revolucionaria puesta que tendría lugar en enero.
Karume no estuvo en Zanzíbar el 12 de enero de 1964, la noche de la revolución, pues estaba en el continente africano. El responsable de la rebelión fue un ugandés hasta entonces desconocido, John Okello. La revolución fue violenta y rápida, y los revolucionarios vencieron. Miles de zanzibaríes, mayoritariamente indígenas y árabes, fueron asesinados, con relativamente pocas bajas en el lado revolucionario. La revolución Zanzíbar trajo fin a aproximadamente 500 años de dominio árabe en la isla, donde el comercio de esclavos, sobre todo, había resultado en un fuerte resentimiento entre la mayoría de la población africana.

## Lucha de poder

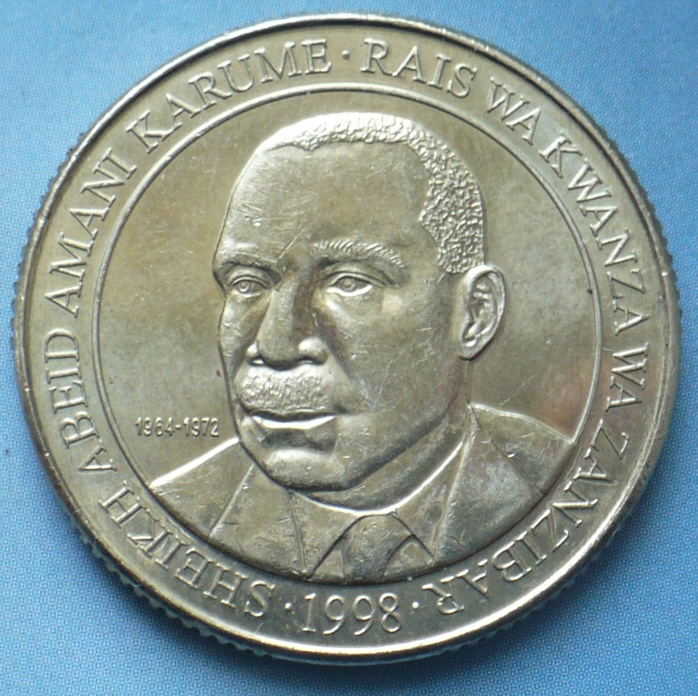
Karume en la moneda de 200 chelines de Tanzania

Habiendo tomado el control de la isla, John Okello invitó a Abeid Karume a volver a la isla para asumir el cargo de presidente de la República Popular de Zanzíbar y Pemba. Otros zanzibaríes en el territorio extranjero habían sido invitados anteriormente, entre ellos el notable político marxista Abdulrahman Mohammad Babu, quien fue nombrado al Consejo Revolucionario. John Okello mantuvo el cargo de mariscal de campo, una posición con poder indefinido. Tras ello, siguió una larga lucha de tres años por el poder.
Karume utilizó sus habilidades políticas para alinear los dirigentes de los países africanos vecinos contra Okello, e invitó a los oficiales de policía de Tanganica a Zanzíbar para mantener el orden. Apenas Okello realizó un viaje al extranjero, Karume le declaró un "enemigo del estado" y no permitió su regreso. Dado la presencia de la policía de Tanganica y la ausencia de su dirigente, los partidarios de Okello no ofrecieron ninguna resistencia.
Su segundo importante movimiento político fue cuando accedió a formar un sindicato con el presidente de Tanganica Julius Nyerere en abril de 1965. El sindicato anunció que el nuevo país, ahora llamado Tanzania, no se alinearía con la Unión Soviética y el bloque comunista, como había propuesto M. Babu. Dada la nueva legitimidad del gobierno de Karume, sólidamente respaldada por Tanganica y el resto del continente, Karume hundió a Babu, al punto de la irrelevancia pura. El dirigente marxista se vio obligado a huir de Tanzania después de ser acusado de planear el asesinato de Karume en 1972.

## Asesinato y legado
Karume fue asesinado en abril de 1972 en la ciudad de Zanzíbar. Cuatro hombres armados le acribillaron, mientras jugaba bao en la sede del partido Afro-Shirazi. Algunas personas celebraron su muerte[cita requerida], en diferentes partes del país, porque nunca le gustó la idea de un presidente autoproclamado y que no fuera de origen zanzibarí. Se cree que proviene de Uganda. Las represalias siguieron contra las personas sospechosas de ser opositores del régimen de Kagume. Su hijo, Amani Abeid Karume, fue elegido dos veces como el presidente de Zanzíbar, en 2000 y en 2005 por mayoría popular y entregó el poder a finales del 2010 a su sucesor Ali Mohamed Shein.